# Thanatus plumosus
Thanatus plumosus es una especie de araña cangrejo del género Thanatus, familia Philodromidae. Fue descrita científicamente por Simon en 1890.

## Distribución
Esta especie se encuentra en Yemen.